# Port of Seven Seas
Port of Seven Seas és una pel·lícula dramàtica estatunidenca de 1938 protagonitzada per Wallace Beery i amb Frank Morgan i Maureen O'Sullivan. La pel·lícula va ser escrita per Preston Sturges basada en les obres de teatre de Marcel Pagnol i les pel·lícules basades en elles, i va ser dirigida per James Whale, el director de Frankenstein (1931) i L'home invisible (1933). La cinematografia és de Karl Freund, que va filmar Metròpolis (1927) de Fritz Lang i I Love Lucy (1951-1957).

## Argument
Al port de Marsella, França, Honore Panisse, un veler acomodat d'uns cinquanta anys, està enamorat de l'encantadora Madelon, filla d'un peixater vidu. Durant molts anys, Panisse ha jugat a cartes amb Bruneau, el capità Escartefigue i el taverner César, el pare de Marius, el noi de qui Madelon està enamorada. Tot i que en César i en Marius són grans amics, discuteixen constantment, sobretot per l'enamorament de Panisse per Madelon, a qui César considera de la família. Un dia, Marius envia una nota a Madelon dient que anirà a la mar durant tres anys, però no pot acomiadar-se en persona perquè li trencaria el cor. Madelon corre cap als molls i es desmaia mentre el seu vaixell s'allunya. Com que Panisse acaba d'arribar, intenta portar-la a casa, però el Cèsar insisteix a portar-la ell mateix, sense adonar-se que en Marius se n'ha anat. Panisse intenta explicar-li per què es va desmaiar, però no pot fer-ho, i escolta amb inquietud en César que li diu que els dos joves aviat es casaran. Quan li diu això a la mare de Madelon, Honorine, Madelon, ara reviscolada, els diu que en Marius se n'ha anat. Malgrat el seu amor, ella no el va aturar perquè sabia quant estimava el mar. Un mes després, com que en César fa veure que no li importa que Marius no hagi escrit, arriba el carter amb una carta del noi. Quan arriba Madelon llegeix la carta en veu alta, entristint Madelon, que amb prou feines s'esmenta. Aviat Panisse va a Honorine per demanar una vegada més la mà de Madelon. Paral·lelament, la Madelon descobreix que està embarassada i prega perquè tingui la força per dir-ho a la seva mare. Més tard, Madelon va a Panisse i li diu per què no es pot casar amb ell, però ell està encantat amb la notícia del seu embaràs perquè sempre ha volgut tenir un fill i la seva difunta dona mai no va poder tenir un fill. Com que Panisse és tan amable, Madelon accepta casar-se amb ell pel bé del petit, i quan arriba en César, calma la seva ira dient-li la veritat. En César finalment cessa en la seva ira contra Panisse per haver "robat" el seu net quan Panisse diu que farà de César el padrí. Acorden cridar al nen Cesar Marius Panisse. Després de néixer el nadó, és la nina dels ulls de Panisse, i Madelon obté l'agraïment dels parents vells de Panisse, així com la devoció continuada de Panisse. Un any més tard, just després que Panisse s'hagi pujat a contracor al tren per anar a París per negocis, Marius es presenta inesperadament a casa del seu pare, torna a França per aconseguir un equip per al seu vaixell. Durant la nit, Marius va a veure en Madelon, sabent que s'ha casat amb Panisse, i Madelon li menteix dient que Panisse està adormit. Marius confessa quant l'ha trobat a faltar, però ella li diu que és massa tard. Quan el nadó plora, ella va cap a ell i en Marius s'adona que el nen és seu. Quan ella confessa amb llàgrimes que Panisse és realment a París, Marius li demana que se'n vagi amb ell, però ella li diu que se'n vagi. Just aleshores en César torna. Ha tornat a casa perquè va topar amb el metge de la ciutat al tren i va saber que el fill d'un veí ha contret l'escarlatina. Li diu a Marius que se'n vagi perquè el nadó ara és de Panisse. Ella vol marxar amb ell i el nadó, però just quan estan parlant, Panisse torna a casa perquè estava preocupat pel nadó. Aviat també arriba en César i li diu a Marius que se'n vagi, però aquest es nega a marxar sense Madelon i el nadó. Encara que Panisse diu tristament que Madelon pot tenir la seva llibertat, afegeix que no pot renunciar al nadó. Quan Panisse va a comprovar com està el nadó, la Madelon i el Cèsar fan que en Marius s'adoni que el nadó pertany tant a Panisse com a Marius o Madelon. Quan Panisse torna, Marius li dona la mà i se'n va, després de la qual cosa Panisse i Madelon miren feliços la primera dent del seu nadó.

## Repartiment
- Wallace Beery com a César
- Frank Morgan com a Panisse
- Maureen O'Sullivan com a Madelon
- John Beal com a Marius
- Jessie Ralph com a Honorine
- Cora Witherspoon com a Claudine
- Etienne Girardot com a Bruneau
- E. Alyn Warren com el capità Escartefigue
- Jerry Colonna com a distribuïdor de catifes àrabs (sense acreditar)
- Henry Hull com a oncle Alzear (sense acreditar)
- Doris Lloyd com a client (sense acreditar)
- Fred Malatesta com a venedor d'ocells (sense acreditar)
- Robert Spindola com a Boy (sense acreditar)

## Producció
Tot i que la base acreditada de Port of Seven Seas va ser l'obra de teatre de Marcel Pagnol de 1931 Fanny, el guió incorporava alguns incidents de tres pel·lícules franceses escrites per Pagnol basat en les seves obres de teatre: Marius (1931), dirigida per Alexander Korda, Fanny (1932), dirigida per Marc Allégret, i César (1936), dirigida per Pagnol. L'obra "Marius" va tenir un gran èxit i es va representar més de mil vegades a París.
William Wyler estava programat per dirigir la pel·lícula en el moment en què Preston Sturges es va incorporar al projecte, els títols de treball dels quals eren "Fanny", "Madelon", " Life on the Waterfront" i "Man of the Waterfront".S'havia informat que Ernest Vajda era un dels guionistes, però no es va acreditar. El projecte va ser considerat per Universal Studios a finals de 1933 o principis de 1934, però va ser abandonat en algun moment després que Joseph Breen, que va supervisar el Codi de producció, rebutgés el guió enviat. Paramount Pictures hi tenia cert interès, abans que el guió acabés a MGM el juliol de 1936. Tot i que el guió de la MGM encara era essencialment el que Universal havia enviat a l'Hays Office, aquest moment que els censors ho van trobar "acceptable", i va ser aprovat el 15 de març de 1938. Això no va impedir que la Legion of Decency protestés perquè la pel·lícula "baixava els estàndards" que el Codi de producció estava dissenyat per sostenir.
Port of Seven Seas es va produir des de finals de desembre de 1937 fins al 28 de gener de 1938, i les represes es van completar el 23 de febrer. Poc abans de començar la producció, Luise Rainer, que havia d'haver interpretat "Madelon" va ser substituïda per Maureen O'Sullivan a causa d'un fort refredat.
La pel·lícula es va estrenar l'1 de juliol de 1938, el gran retard que es va produir perquè l'estudi considerava el tema "perillós" per a la indústria cinematogràfica mentre el Congrés considerava una legislació que tenia implicacions per a la censura cinematogràfica.
La pel·lícula es va estrenar l'1 de juliol de 1938 a la ciutat de Nova York. Marcel Pagnol i Raimu (el gran actor francès que va interpretar a César a les obres i pel·lícules franceses) van ser convidats però no van venir, suposadament per por dels viatges aeris. La pel·lícula es va estrenar a Marsella, més tard el 1938, al cinema "Le Noailles" amb l’assistència de Wallace Beery, Marcel Pagnol i Raimu.

## Altres versions
Les obres de Pagnol van proporcionar material font per a les tres pel·lícules franceses esmentades anteriorment, una pel·lícula italiana de 1933 anomenada Fanny, la pel·lícula alemanya de 1934 Der Schwarze Walfisch ("La balena negra"), i el musical de Broadway de Fanny,i la pel·lícula no musical de 1961 basada en part en ella. Tot i que moltes situacions i incidents de la pel·lícula de 1961 es van originar a Port of the Seven Seas, ni ell ni Preston Sturges van ser acreditats.